# Ailo Gaup
Ailo Gaup, född 18 juni 1944 i Kautokeino, död 24 september 2014 i Oslo, var en norsk samisk författare, journalist och schaman. Han debuterade som lyriker 1982 med diktsamlingen Joiken og kniven, följt av samlingarna I Stallos natt (1984) och Under dobbel stjernehimmel (1986). Gaup skildrar samernas liv och kultur och deras kamp för att överleva som folk. Romanen Trommereisen (1988) och den fristående fortsättningen Natten mellom dagene (1992) skildrar möten mellan det moderna samhället och den samiska mytiska naturuppfattningen som är knuten till nåjdernas kunskap.
Gaup har också gjort många ljudupptagningar med samiska texter och musik.